# Obrazowanie wielosatelitarne

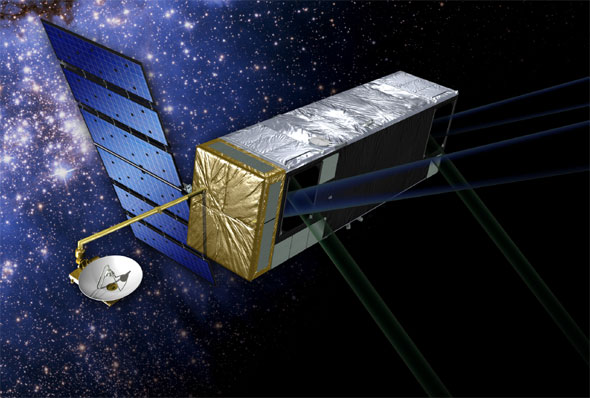
Wizualizacja misji Space Interferometry Mission

Obrazowanie wielosatelitarne – technika polegająca na wykorzystaniu wielu sztucznych satelitów do gromadzenia danych z przestrzeni kosmicznej, umożliwiająca uzyskanie bardziej wszechstronnego obrazu.